# ذراع العنسي (المخادر)

تعديل مصدري - تعديل

ذراع العنسي محلة تابعة لقرية بني قترة، التابعة لعزلة الصفي بمديرية المخادر إحدى مديريات محافظة إب في الجمهورية اليمنية، بلغ تعداد سكانها 41 حسب تعداد اليمن لعام 2004.